# Столлер, Николас
Ни́колас Сто́ллер (род. 19 марта 1976) — английский и американский кинорежиссёр, сценарист и продюсер. Известен по фильмам «В пролёте» (2008), «Побег из Вегаса» (2010), «Немножко женаты» (2012), «Соседи. На тропе войны» (2014) и «Соседи. На тропе войны 2» (2016).

## Биография
Столлер родился в Лондоне, вырос в Майами. Мать, Филлис была туроператором, а его отец, Эрик работал в банке. Учился в Гарвардском колледже.
В 2005 году в соавторстве с Джаддом Апатоу написал сценарий к фильму «Аферисты: Дик и Джейн развлекаются». Его режиссёрский дебют состоялся в 2008 году когда вышел фильм «В пролёте».
Женат на Франческе Делбанцо, с которой познакомился во время учёбы в Гарвардском университете в 2001 году, у них есть дочь.

## Фильмография
| Год  | Название фильма                     | Оригинальное название        | Роль                             |
| ---- | ----------------------------------- | ---------------------------- | -------------------------------- |
| 2005 | Аферисты: Дик и Джейн развлекаются  | Fun with Dick and Jane       | сценарист                        |
| 2008 | Всегда говори «Да»                  | Yes Man                      | сценарист                        |
| 2008 | В пролёте                           | Forgetting Sarah Marshall    | режиссёр                         |
| 2010 | Путешествия Гулливера               | Gulliver’s Travels           | сценарист                        |
| 2010 | Побег из Вегаса                     | Get Him to the Greek         | режиссёр, сценарист              |
| 2011 | Маппеты                             | The Muppets                  | сценарист, эксклюзивный продюсер |
| 2012 | Немножко женаты                     | The Five-Year Engagement     | режиссёр, сценарист, продюсер    |
| 2014 | Соседи. На тропе войны              | Neighbors                    | режиссёр                         |
| 2014 | Домашнее видео: Только для взрослых | Sex Tape                     | сценарист                        |
| 2014 | Маппеты 2                           | Muppets Most Wanted          | сценарист                        |
| 2016 | Образцовый самец № 2                | Zoolander 2                  | сценарист                        |
| 2016 | Соседи. На тропе войны 2            | Neighbors 2: Sorority Rising | режиссёр, сценарист              |
| 2016 | Аисты                               | Storks                       | режиссёр, сценарист, продюсер    |
| 2017 | Друзья с колледжа                   | Friends from College         | режиссёр, сценарист, продюсер    |